# Draglica
Draglica (cyr. Драглица) – wieś w Serbii, w okręgu zlatiborskim, w gminie Nova Varoš. W 2011 roku liczyła 173 mieszkańców.